# Clasificación para la Copa Mundial de Fútbol de 2006
Un total de 198 equipos participaron en la fase de Clasificación para la Copa Mundial de Fútbol de 2006 y compitieron por un total de 32 plazas en el torneo final. Alemania, como anfitrión, se clasificó en forma automática, dejando 31 cupos disponibles.
Las 32 plazas para la Copa Mundial de la FIFA de 2006 fueron distribuidas entre las zonas continentales de la siguiente forma:
- Europa (UEFA): 13 plazas, más una que fue asignada automáticamente a Alemania, disputadas por 51 equipos.
- Sudamérica (CONMEBOL): 4.5 plazas, disputadas por 10 equipos. El ganador de la media plaza se enfrentó en la repesca intercontinental a un equipo de la OFC.
- América del Norte, América Central y el Caribe (CONCACAF): 3.5 plazas, disputadas por 34 equipos. El ganador de la media plaza se enfrentó en la repesca intercontinental a un equipo de la AFC.
- África (CAF): 5 plazas, disputadas por 51 equipos.
- Asia (AFC): 4.5 plazas, disputadas por 40 equipos. El ganador de la media plaza se enfrentó en la repesca intercontinental a un equipo de la CONCACAF.
- Oceanía (OFC): 0.5 plaza, disputada por 12 equipos. El ganador de la media plaza se enfrentó en la repesca intercontinental a un equipo de CONMEBOL.

El sorteo para los seis torneos continentales de clasificación se celebró el 5 de diciembre de 2003 en Fráncfort del Meno. Como ya era costumbre, los equipos de CONMEBOL compitieron en un solo grupo. La clasificación en sí comenzó en enero de 2004.
Un total de 194 equipos disputó al menos un partido clasificatorio. Se disputaron 847 partidos clasificatorios y se anotaron 2464 goles (un promedio de 2,91 por partido).

## Zonas continentales

### Europa (UEFA)
Grupo 1: Se clasificó Países Bajos y la República Checa avanzó a la repesca de la UEFA.
Grupo 2: Se clasificó Ucrania y Turquía avanzó a la repesca de la UEFA.
Grupo 3: Se clasificó Portugal y Eslovaquia avanzó a la repesca de la UEFA.
Grupo 4: Se clasificó Francia y Suiza avanzó a la repesca de la UEFA.
Grupo 5: Se clasificó Italia y Noruega avanzó a la repesca de la UEFA.
Grupo 6: Se clasificaron Inglaterra y Polonia.
Grupo 7: Se clasificó Serbia y Montenegro y España avanzó a la repesca de la UEFA.
Grupo 8: Se clasificaron Croacia y Suecia.
Repescas: Se clasificaron República Checa, España y Suiza al vencer a Noruega, Eslovaquia y Turquía respectivamente.

### Sudamérica (CONMEBOL)
Se clasificaron Brasil, Argentina, Ecuador y Paraguay y Uruguay avanzó a la  repesca intercontinental de la CONMEBOL/OFC.

### América del Norte, América Central y el Caribe (CONCACAF)
Se clasificaron Costa Rica, México y Estados Unidos y Trinidad y Tobago avanzó a la repesca intercontinental AFC/CONCACAF.

### África (CAF)
Grupo A: Se clasificó Togo.
Grupo B: Se clasificó Ghana.
Grupo C: Se clasificó Costa de Marfil.
Grupo D: Se clasificó Angola.
Grupo E: Se clasificó Túnez.

### Asia (AFC)
Grupo A: Se clasificaron Arabia Saudita y Corea del Sur y Uzbekistán avanzó a la repesca de la AFC.
Grupo B: Se clasificaron Japón e Irán y Baréin avanzó a la repesca de la AFC.
Repesca: Baréin avanzó a la repesca intercontinental AFC/CONCACAF contra Uzbekistán.

### Oceanía (OFC)
Australia avanzó a la repesca intercontinental de la CONMEBOL/OFC.

## Repescas intercontinentales
Los equipos jugaron partidos de ida y vuelta. El ganador de la serie se clasificó.

### Repesca Intercontinental AFC-CONCACAF
| 12 de noviembre de 2005, 18:30 UTC-4 | Trinidad y Tobago | 1:1 (0:0) | Baréin            | Hasely Crawford Stadium, Puerto España,                 |                                                         |
|                                      | C. Birchall 76'   | Reporte   | Husein Salman 72' | Asistencia: 24,991 espectadores Árbitro(s): Mark Shield | Asistencia: 24,991 espectadores Árbitro(s): Mark Shield |

| 16 de noviembre de 2005, 19:00 UTC+3 | Baréin | 0:1 (0:0) | Trinidad y Tobago | Estadio Nacional de Baréin, Riffa,                     |                                                        |
|                                      |        | Reporte   | D. Lawrence 49'   | Asistencia: 35,000 espectadores Árbitro(s): Oscar Ruíz | Asistencia: 35,000 espectadores Árbitro(s): Oscar Ruíz |

Trinidad y Tobago se clasificó con el resultado agregado de 2–1.

### Repesca Intercontinental OFC-CONMEBOL
| 12 de noviembre de 2005, 18:00 | Uruguay          | 1:0 (1:0) | Australia | Estadio Centenario, Montevideo,                              |                                                              |
|                                | D. Rodríguez 37' | Reporte   |           | Asistencia: 55,000 espectadores Árbitro(s): Claus Bo Larssen | Asistencia: 55,000 espectadores Árbitro(s): Claus Bo Larssen |

| 16 de noviembre de 2005, 20:00 | Australia                                                         | 1:0 (1:0, 1:0) (t. s.)(4:2 p.) | Uruguay                                                | Telstra Stadium, Sídney,                                          |                                                                   |
|                                | M. Bresciano 35'                                                  | Reporte                        |                                                        | Asistencia: 82,698 espectadores Árbitro(s): Luis Medina Cantalejo | Asistencia: 82,698 espectadores Árbitro(s): Luis Medina Cantalejo |
|                                |                                                                   | Tiros desde el punto penal     |                                                        |                                                                   |                                                                   |
|                                | H. Kewell · Lucas Neill · Tony Vidmar · Mark Viduka · John Aloisi |                                | D. Rodríguez · G. Varela · F. Estoyanoff · M. Zalayeta |                                                                   |                                                                   |

Australia se clasificó ganando penaltis 4–2 después de que el resultado agregado terminó empatado 1–1.

## Equipos clasificados
| N.º | Equipo              | Detalle                                           | Fecha de clasificación  | Part. | Cons. | Última | Mejor presentación                     | Ranking FIFA | Ranking FIFA |
| --- | ------------------- | ------------------------------------------------- | ----------------------- | ----- | ----- | ------ | -------------------------------------- | ------------ | ------------ |
| 1   | Alemania            | Anfitrión                                         | 6 de julio de 2000      | 16    | 14    | 2002   | Campeón (1954, 1974, 1990)             | 9            | 19           |
| 2   | Japón               | 1° del Grupo B de la fase 3 de la AFC             | 8 de junio de 2005      | 3     | 3     | 2002   | Octavos de final (2002)                | 17           | 18           |
| 3   | Arabia Saudita      | 1° del Grupo A de la fase 3 de la AFC             | 8 de junio de 2005      | 4     | 4     | 2002   | Octavos de final (1994)                | 31           | 34           |
| 4   | Corea del Sur       | 2° del Grupo A de la fase 3 de la AFC             | 8 de junio de 2005      | 7     | 6     | 2002   | Cuarto lugar (2002)                    | 21           | 29           |
| 5   | Irán                | 2° del Grupo B de la fase 3 de la AFC             | 8 de junio de 2005      | 3     | 1     | 1998   | Primera ronda (1978, 1998)             | 18           | 23           |
| 6   | Argentina           | 2° en la Clasificación de Conmebol                | 8 de junio de 2005      | 14    | 9     | 2002   | Campeón (1978, 1986)                   | 3            | 9            |
| 7   | Ucrania             | 1° del Grupo B de la UEFA                         | 3 de septiembre de 2005 | 1     | 1     | Debut  | Sin participaciones previas            | 36           | 45           |
| 8   | Estados Unidos      | 1° del Hexagonal final de la Concacaf             | 3 de septiembre de 2005 | 8     | 5     | 2002   | Tercer lugar (1930)                    | 6            | 5            |
| 9   | Brasil              | 1° en la Clasificación de Conmebol                | 5 de septiembre de 2005 | 18    | 18    | 2002   | Campeón (1958, 1962, 1970, 1994, 2002) | 1            | 1            |
| 10  | México              | 2° del Hexagonal final de la Concacaf             | 7 de septiembre de 2005 | 13    | 4     | 2002   | Cuartos de final (1970, 1986)          | 5            | 4            |
| 11  | Ghana               | 1° del Grupo B en la fase 2 de la CAF             | 8 de octubre de 2005    | 1     | 1     | Debut  | Sin participaciones previas            | 62           | 48           |
| 12  | Togo                | 1° del Grupo A en la fase 2 de la CAF             | 8 de octubre de 2005    | 1     | 1     | Debut  | Sin participaciones previas            | 54           | 61           |
| 13  | Inglaterra          | 1° del Grupo F de la UEFA                         | 8 de octubre de 2005    | 12    | 3     | 2002   | Campeón (1966)                         | 11           | 10           |
| 14  | Polonia             | 2° del Grupo F de la UEFA                         | 8 de octubre de 2005    | 7     | 2     | 2002   | Tercer lugar (1974, 1982)              | 17           | 29           |
| 15  | Angola              | 1° del Grupo D en la fase 2 de la CAF             | 8 de octubre de 2005    | 1     | 1     | Debut  | Sin participaciones previas            | 65           | 57           |
| 16  | Costa de Marfil     | 1° del Grupo C en la fase 2 de la CAF             | 8 de octubre de 2005    | 1     | 1     | Debut  | Sin participaciones previas            | 50           | 32           |
| 17  | Túnez               | 1° del Grupo E en la fase 2 de la CAF             | 8 de octubre de 2005    | 4     | 3     | 2002   | Primera ronda (1978, 1998, 2002)       | 23           | 21           |
| 18  | Croacia             | 1° del Grupo H de la UEFA                         | 8 de octubre de 2005    | 3     | 3     | 2002   | Tercer lugar (1998)                    | 24           | 25           |
| 19  | Suecia              | 2° del Grupo H de la UEFA                         | 8 de octubre de 2005    | 11    | 2     | 2002   | Subcampeón (1958)                      | 10           | 16           |
| 20  | Países Bajos        | 1° del Grupo A de la UEFA                         | 8 de octubre de 2005    | 8     | 1     | 1998   | Subcampeón (1974, 1978)                | 2            | 3            |
| 21  | Italia              | 1° del Grupo E de la UEFA                         | 8 de octubre de 2005    | 16    | 12    | 2002   | Campeón (1934, 1938, 1982)             | 13           | 13           |
| 22  | Portugal            | 1° del Grupo C de la UEFA                         | 8 de octubre de 2005    | 4     | 2     | 2002   | Tercer lugar (1966)                    | 9            | 7            |
| 23  | Costa Rica          | 3° del Hexagonal final de la Concacaf             | 8 de octubre de 2005    | 3     | 2     | 2002   | Octavos de final (1990)                | 19           | 26           |
| 24  | Ecuador             | 3° en la Clasificación de Conmebol                | 8 de octubre de 2005    | 2     | 2     | 2002   | Primera ronda (2002)                   | 33           | 39           |
| 25  | Paraguay            | 4° en la Clasificación de Conmebol                | 8 de octubre de 2005    | 7     | 3     | 2002   | Octavos de final (1986, 1998, 2002)    | 34           | 33           |
| 26  | Serbia y Montenegro | 1° del Grupo G de la UEFA                         | 12 de octubre de 2005   | 10    | 1     | 1998   | Cuarto lugar (1930, 1962)              | 48           | 44           |
| 27  | Francia             | 1° del Grupo D de la UEFA                         | 12 de octubre de 2005   | 12    | 3     | 2002   | Campeón (1998)                         | 6            | 8            |
| 28  | República Checa     | Ganador de la repesca de la Clasificación de UEFA | 16 de noviembre de 2005 | 9     | 1     | 1990   | Subcampeón (1934, 1962)                | 3            | 2            |
| 29  | Suiza               | Ganador de la repesca de la Clasificación de UEFA | 16 de noviembre de 2005 | 8     | 1     | 1994   | Cuartos de final (1934, 1938, 1954)    | 38           | 35           |
| 30  | España              | Ganador de la repesca de la Clasificación de UEFA | 16 de noviembre de 2005 | 12    | 8     | 2002   | Cuarto lugar (1950)                    | 8            | 5            |
| 31  | Australia           | Ganador de la repesca de la Conmebol/OFC          | 16 de noviembre de 2005 | 2     | 1     | 1974   | Primera ronda (1974)                   | 54           | 42           |
| 32  | Trinidad y Tobago   | Ganador de la repesca de la AFC/Concacaf          | 16 de noviembre de 2005 | 1     | 1     | Debut  | Sin participaciones previas            | 53           | 47           |

## Goleadores
14 goles
- Jared Borgetti

12 goles
- Stern John

11 goles
- Jaime Lozano
- Pauleta
- Emmanuel Adebayor

10 goles
- Ronaldo
- Carlos Ruiz

9 goles
- Didier Drogba
- Jan Koller
- Ali Daei
- Francisco Fonseca

8 goles
- Paulo Wanchope
- Obafemi Martins
- Zlatan Ibrahimović